# Paterna del Río
Paterna del Río este o municipalitate din provincia Almería, Andaluzia, Spania, cu o populație de 389 locuitori.